# Вирле Пиемонте
Вѝрле Пиемо̀нте (на италиански: Virle Piemonte; на пиемонтски: Virle, Вирле) е село и община в Метрополен град Торино, регион Пиемонт, Северна Италия. Разположено е на 246 m надморска височина. Към 1 януари 2020 г. населението на общината е 1152 души, от които 96 са чужди граждани.